# Carlson Wagonlit Travel
Pour les articles homonymes, voir CWT.
CWT (anciennement Carlson Wagonlit Travel) est une entreprise américaine filiale du groupe hôtelier américain Carlson. Considéré comme le leader mondial spécialisé dans la gestion des voyages d’affaires et loisirs, des réunions et événements, CWT est le résultat de la fusion de Carlson Travel Network et de la partie agence de voyages de la Compagnie internationale des wagons-lits (CIWL). 
CWT est directement concurrent de American Express Travel.

## Historique
Sources
1872 :
Fondation de la Compagnie Internationale des Wagonlits et du Tourisme (CWILT) en Europe et des premiers bureaux de voyages "FOSTER" aux États-Unis. 
1979 :
Curt Carlson achète le réseau "FOSTER"
1991 :
En Europe, le groupe Accor devient l'actionnaire majoritaire de CWILT. 
1994 :
Carlson Companies, Inc., établie à Minneapolis et le groupe Accor basé à Paris, réunissent les activités voyages d'affaires de leurs deux filiales (Carlson Wagonlit Network et Wagonlit Travel) sous la marque Carlson Wagonlit Travel. 
1997 :
Carlson Travel Network aux États-Unis et Wagonlit Travel en Europe finalisent leur fusion pour former le réseau Carlson Wagonlit Travel, spécialiste du voyage d'affaires. 
2000 :
Carlson Wagonlit Travel France est divisé en deux branches : le voyage d'affaires et le loisir. 
2004 :
Rapprochement de CWT et Protravel en France. Ce nouvel ensemble devient le leader de la distribution de voyages en France. Jean-Claude Tacnet est nommé Directeur Général. 
2006 :
Carlson Companies et One Equity Partners (OEP) font l'acquisition des 50 % du capital de CWT détenus par Accor. Carlson devient l'actionnaire majoritaire avec 55 % du capital, One Equity Partner détenant les 45 % restants. 
2007 :
Constitution de trois sociétés de métier : CWT France, CWT Voyages et CWT Meetings & Events. 
2008 :
Bertrand Mabille devient Directeur Général de CWT France en remplacement de Jean-Claude Tacnet qui devient Président non exécutif.
2009 :
Douglas Anderson est nommé Président Directeur de Carlson Wagonlit Travel. 
2010 :
CWT acquiert Gateway Travel Management (GTM), une entreprise privée de voyages d'affaires basée à Pittsburgh, Pennsylvanie. 
2011 :
CWT développe sa présence en Amérique Latine avec deux acquisitions : Centenial Group, son partenaire au Costa Rica et Tour Viagens E Turismo LTDA (Net Tours) au Brésil. 
2014 :
CWT détenu à 100 % par Carlson. 
2015 :
CWT acquiert Ormès pour renforcer sa filiale division Meetings & Events.
2015 :
CWT cède Havas Voyages au groupe Marietton.
2016 :
En avril, Kurt Ekert remplace Douglas Anderson en qualité de Président Directeur Général de Carlson Wagonlit Travel.

## Expulsions
En 2009, Carlson Wagonlit Travel a remporté un marché de plus de 5 millions d'euros avec l'OFII pour les expulsions d’étrangers depuis le territoire français. 